# چچینا (دویواتس)
چچینا (به صربی: Čečina) یک روستا در صربستان است که در دویواتس واقع شده‌است.